# Willa przy ul. Obrońców Pokoju 64 w Kolbuszowej
Willa przy ul. Obrońców Pokoju 64 w Kolbuszowej – willa w Kolbuszowej, w województwie podkarpackim.

## Historia
Budynek wzniesiono w 1903 roku na parceli zakupionej od hrabiego Janusza. Budowę willi zlecił Michał Siedmiograj, starszy geometra II klasy. Od lat 20. XX wieku obiekt stał się własnością jego córki, Heleny Młyńskiej. Po II wojnie światowej w willi umieszczono biuro urzędu ziemskiego. W latach 50. w budynku mieszkało kilka rodzin. Po śmierci Heleny Młyńskiej w 1998 roku obiekt sprzedano. Wówczas wyremontowano go i rozbudowano o salę z krytym basenem, siłownię oraz garaż. 
Obiekt został wpisany do ewidencji zabytków gminy Kolbuszowa.

## Architektura
Willa reprezentuje styl secesyjny. Założono ją na rzucie prostokąta, z wysuniętą częścią szczytową zamykającą krótszy bok obiektu. Budynek przykrywa dach naczółkowy, z dwiema zaokrąglonymi lukarnami.
Na parterze obiektu rozmieszczone zostały kuchnia, jadalnia, biblioteka, łazienka, gabinet oraz salon. Centrum budynku stanowi pokój kominkowy, z którego na górę prowadzą rozchodzące się w dwóch kierunkach drewniane schody. Na górze budynku znajdują się cztery pokoje, dwie łazienki oraz pralnia. 